# Bernard Accoyer
Bernard Accoyer (Lione, 12 agosto 1945) è un medico e politico francese.
Appartenente a diversi partiti gollisti di destra, è sindaco di Annecy-le-Vieux dal 1989 al 2016 e deputato per la prima circoscrizione elettorale dell'Alta Savoia dal 1993 al 2017.
Nel frattempo è stato vicepresidente e poi presidente del gruppo UMP all'Assemblea nazionale dal 2004 al 2007. In seguito diventa presidente dell'Assemblea nazionale dal 2007 al 2012.
È stato per breve tempo segretario generale dei Repubblicani (ex-UMP) dal 2016 al 2017.

## Biografia
Bernard Accoyer, figlio di un farmacista militare, si appassiona, fin da giovanissimo, al design e agli inventori (come Leonardo da Vinci o Giovan Battista Pininfarina). A 14 anni avrebbe voluto lasciare la scuola per imparare il disegno industriale, ma suo padre gli consigliò di intraprendere gli studi di medicina, svolti presso la Facoltà di Medicina di Lione. Accettato al tirocinio, ha scelto la specializzazione in otorinolaringoiatria (ORL) ed è diventato specialista in chirurgia della testa e del collo. Ha esposto la sua tesi nel 1976 presso l'Università medica e scientifica di Grenoble.
Sposò Charlotte Marie Jacquier il 23 gennaio 1971, dalla quale ebbe tre figli. La famiglia vive a Veyrier-du-Lac. Bernard Accoyer è inoltre colonnello della riserva cittadina dell'Armée de terre e ha ricevuto l'Ordine nazionale al merito.
Dal 1976 al 1978 è stato autore di una quarantina di pubblicazioni specializzate di carattere medico. Si trasferisce in Alta Savoia nel 1977, dove acquisisce uno studio presso la clinica del Lago d'Annecy, clinica di cui diventa anche uno degli azionisti oltre a quella di Argonay. Dal 1987 al 1989 è stato membro del Consiglio economico e sociale. Dopo circa trent'anni di servizio, Bernard Accoyer è stato eletto all'Académie nationale de chirurgie (ANC) il 5 dicembre 2007, nonostante avesse interrotto l'attività professionale per dedicarsi alla politica.

## Carriera politica

### Politica locale
Accoyer, medico di professione, è sindaco di Annecy-le-Vieux dal marzo 1989; è stato inoltre membro del Consiglio generale dell'Alta Savoia dal marzo 1992 al marzo 1998.

### Deputato all'Assemblea nazionale

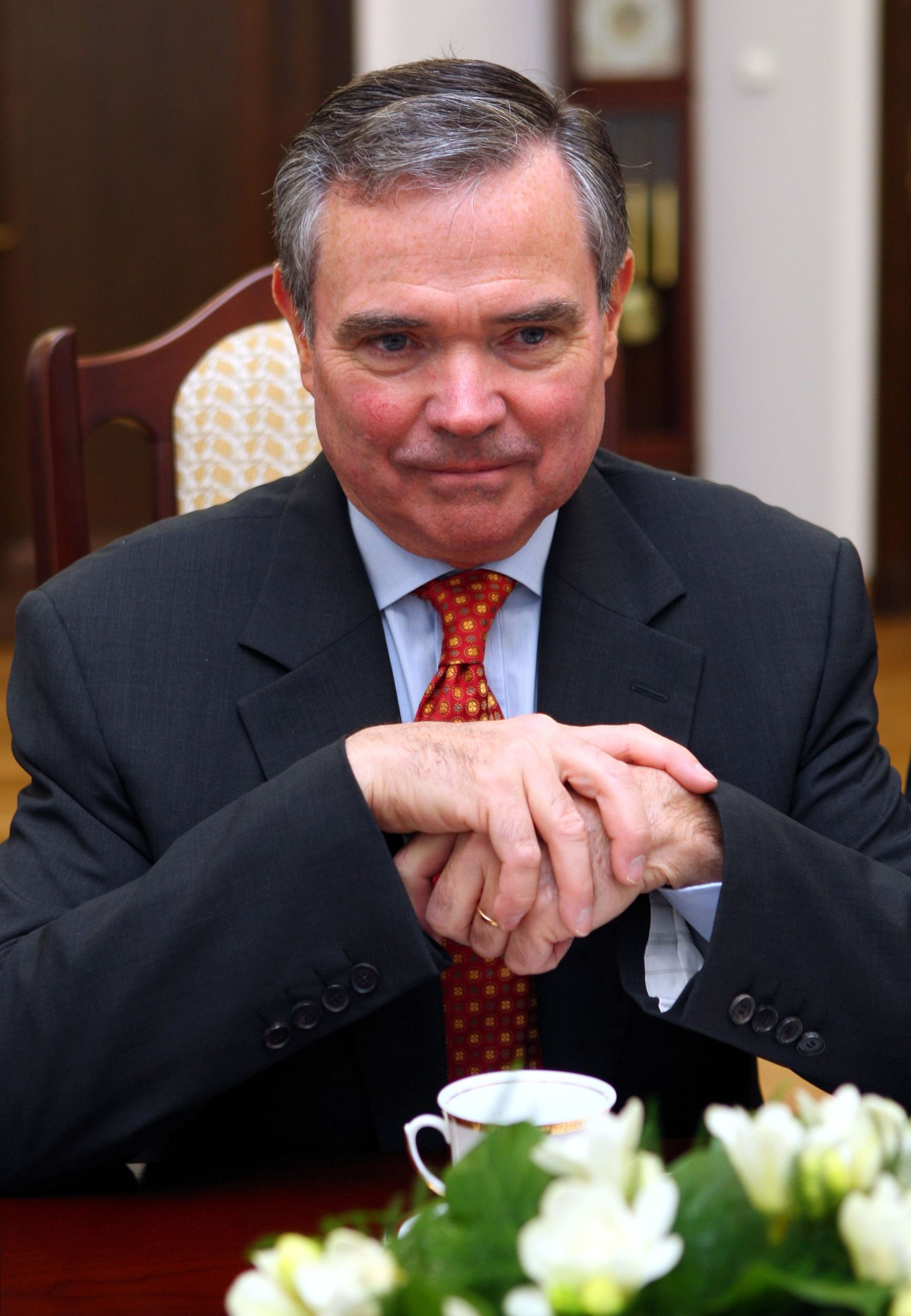
Bernard Accoyer nel 2008

Accoyer è stato deputato per la prima circoscrizione dell'Alta Savoia, eletto per la prima volta all'Assemblea nazionale nelle elezioni legislative del marzo 1993; da allora è stato rieletto in ogni elezione. È stato presidente del gruppo Unione per un Movimento Popolare (UMP) nell'Assemblea nazionale dal 2004 al 2007. In tale veste, nell'aprile 2006 si trova a gestire in prima persona l'operazione che porterà al ritiro della legge sul Contrat première embauche (CPE) fatta approvare dal governo de Villepin e aspramente contestata dai sindacati e dai partiti di sinistra.
Nel 2007, Accoyer è stato scelto come candidato del gruppo UMP, che ha la maggioranza assoluta, per la presidenza dell'Assemblea nazionale. Il 26 giugno 2007 è diventato presidente dell'Assemblea nazionale, carica che mantiene fino al 20 giugno 2012.
Il 6 novembre 2007, Accoyer era tra gli ospiti invitati alla cena di stato organizzata dal presidente degli Stati Uniti George W. Bush in onore del presidente Nicolas Sarkozy alla Casa Bianca.
Allontanandosi dalle consuetudini istituzionali, Accoyer ha votato alla seduta del Congresso (il parlamento in seduta comune) che il 21 luglio 2008 ha approvato la legge costituzionale del 23 luglio 2008 che ha riformato la Costituzione della Quinta Repubblica. Essendo presidente della seduta, sarebbe stato invece tenuto ad astenersi. Il suo voto favorevole, insieme a quello del socialista Jack Lang, ha permesso per due soli voti alla legge di raggiungere la maggioranza di tre quinti richiesta.